# Insanity and Genius
Insanity and Genius — третий студийный альбом германской метал-группы Gamma Ray, вышедший в 1993 году.

## Список композиций
| №  | Название              | Длительность | Автор музыки            | Автор текста    |
| -- | --------------------- | ------------ | ----------------------- | --------------- |
| 1  | Tribute To The Past   | 5:04         | Хансен, Рубах           | Хансен          |
| 2  | No Return             | 4:06         | Хансен                  | Хансен          |
| 3  | Last Before The Storm | 4:28         | Хансен                  | Хансен          |
| 4  | The Cave Principle    | 6:51         | Хансен                  | Хансен          |
| 5  | Future Madhouse       | 4:07         | Хансен                  | Хансен, Шиперс  |
| 6  | Gamma Ray             | 5:20         | Френцель                | Френцель        |
| 7  | Insanity And Genius   | 4:30         | Рубах                   | Нак             |
| 8  | 18 Years              | 5:23         | Шиперс, Шлахтер         | Шиперс          |
| 9  | Your Torn Is Over     | 3:52         | Шлахтер                 | Шлахтер         |
| 10 | Heal Me               | 7:32         | Шлахтер                 | Хансен, Шлахтер |
| 11 | Brothers              | 5:14         | Шлахтер, Шиперс, Хансен | Шиперс, Хансен  |

## Участники записи
- Ральф Шиперс — лидер-вокал (1—8, 11)
- Кай Хансен — гитара, вокал (10)
- Дирк Шлехтер — гитара, клавишные, вокал (9)
- Ян Рубах — бас-гитара
- Томас Нак — ударные

Приглашённые музыканты
- Саша Паэт – дополнительные клавишные